# هزار بارة أحمد باشا
هزار بارة أحمد باشا (بالتركية: Hezarpare Ahmed Paşa)‏ كان الصدر الأعظم للدولة العثمانية في الفترة ما بين 21 سبتمبر 1647 حتى 8 أغسطس 1648. عُيِّن دفتردارًا في البداية قبل أن يُصبح صدرًا أعظمًا. أُعدم في 8 أغسطس 1648 بمدينة إسطنبول. 